# Carl Fredrik Flodman
Carl Fredrik Flodman, född 12 mars 1789 i Häradshammars församling, Östergötlands län, död 22 juli 1865 i Västra Hargs församling, Östergötlands län, var en svensk präst.

## Biografi
Carl Fredrik Flodman föddes 1789 i Häradshammars församling. Han var son till kvartermästaren Johan Flodman och Katarina Magdalena Hasselqvist. Flodman blev 1809 student vid Uppsala universitet och prästvigdes 30 mars 1812. Han blev 28 augusti 1819 komminister i Skönberga församling med tillträde direkt och 18 mars 1829 komminister i Vreta Klosters församling med tillträde samma år. Flodman var vikarierande pastor i församlingen 21 december 1836 och avlade pastoralexamen 1842. Han blev 19 augusti 1844 kyrkoherde i Västra Hargs församling med tillträde 1845 och blev 14 maj 1851 prost. Flodman avled 1865 i Västra Hargs församling och begravdes på Västra Hargs kyrkogård, där ett järnkors på en stensockel visar hans gravplats.
Flodman var ledamot av Evangeliska Sällskapet i Stockholm och fick 1819 medalj för uppmuntrande av smittkoppsvaccination.

## Familj
Flodman gifte sig första gången 31 augusti 1821 med Anna Charlotta Ekelund (1796–1827), som var dotter till provinsialläkaren Johan Martin Ekelund och Charlotta Löfvenmark. De fick tillsammans barnen Charlotta Fredrika Flodman (1822–1866), Lovisa Amalia Flodman (född 1824), Julia Johanna Flodman (1825–1842) och fotografen Hilma Aurora Flodman (1827–1893) i Oskarshamn. Han gifte sig andra gången 23 augusti 1832 med Lovisa Charlotta Vilhelmina Lindström (1806–1874), som var dotter till jägmästaren Anders Lindström och Brita Regina Föijt. De fick tillsammans dottern Vilhelmina Regina Flodman (1833–1915) som var gift med civilingenjören Tor Fredrik Hjalmar von Gegerfelt.